# Minotaur (Rakete)

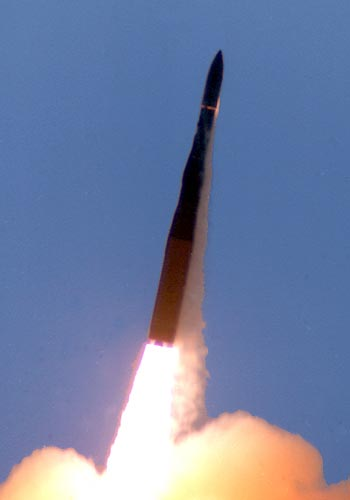
Start einer Minotaur-II

Minotaur ist eine US-amerikanische Raketenfamilie, deren verschiedene Versionen sowohl als Trägerraketen als auch für suborbitale Starts im Rahmen der Raketenabwehrtests eingesetzt werden. Die Minotaur wird von dem Unternehmen Orbital Sciences, heute Northrop Grumman Innovation Systems, hergestellt. Der erste Start fand am 26. Januar 2000 statt. Die Raketen können von der Cape Canaveral AFS in Florida, der Vandenberg AFB in Kalifornien, vom Pacific Spaceport Complex – Alaska (früher: Kodiak Launch Complex) in Alaska und vom Mid-Atlantic Regional Spaceport in Virginia gestartet werden.
Da die Minotaur-Raketen auf abgerüsteten Interkontinentalraketen (ICBM) basieren, die sich im Besitz der US-Regierung befinden, können sie nicht kommerziell vermarktet werden und stehen nur dem US-amerikanischen Militär und der NASA zur Verfügung.

## Versionen auf Basis der Minuteman-Rakete
Die Minotaur I ist eine vierstufige Rakete – alle Stufen nutzen feste Treibstoffe (QDL-1 bzw. QEM, beides APCP auf Basis von HTPB und Aluminium). Die erste und zweite Stufe der Minotaur basieren auf den ersten beiden Stufen der Minuteman-II-Interkontinentalraketen (ICBM), die im Rahmen des START-I-Abrüstungsvertrags aus dem Dienst genommen und nun als Trägerraketen verschossen werden sollen. Die dritte und vierte Stufe entsprechen jeweils der zweiten und dritten Stufe der Pegasus-XL-Rakete. Die Nutzlastverkleidung und die Flugsteuerung wird ebenfalls von der Pegasus XL übernommen. In ihrer Nutzlastkapazität liegt die Minotaur mit 575 kg in einer 200 km hohen Umlaufbahn etwas über der Pegasus XL. Die Minotaur I wurde ursprünglich als OSP-SLV (Orbital-Suborbital Program – Satellite Launch Vehicle) bezeichnet.
Die Minotaur II ist eine nur leicht modifizierte Minuteman-II-Rakete, die zu suborbitalen Tests des Raketenabwehrsystems NMD verwendet wird. Sie ist auch unter der Bezeichnung OSP-TLV (Orbital-Suborbital Program – Target Launch Vehicle) bekannt.

## Versionen auf Basis der Peacekeeper-Rakete

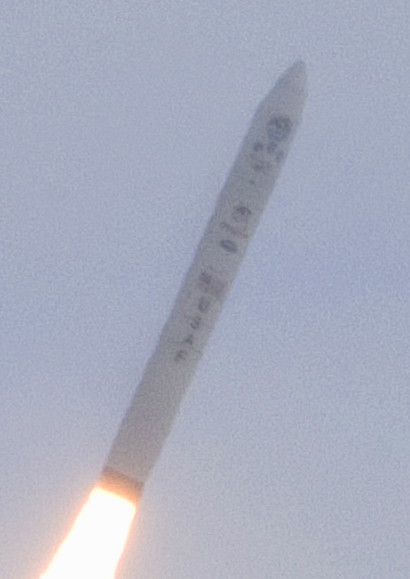
Start einer Minotaur-IV-Lite

Eine modifizierte Peacekeeper-ICBM, die ebenfalls für suborbitale Tests des Raketenabwehrsystems geplant ist, trägt den Namen Minotaur III. Die Peacekeeper wurde im Rahmen des START-II-Abrüstungsvertrags aus dem Dienst genommen. Diese Version ist bislang noch nicht eingesetzt worden.
Unter dem Namen Minotaur IV ist basierend auf der Peacekeeper-ICBM eine noch stärkere Trägerrakete als die Minotaur I entstanden. Minotaur IV ist ebenfalls vierstufig, sie nutzt die ersten drei Stufen der Peacekeeper und als vierte Stufe die Drittstufe der Pegasus XL. Die Nutzlastverkleidung wurde von der Minotaur-C-Rakete übernommen. Die Nutzlastkapazität der Minotaur IV beträgt 1750 kg in eine 200 km hohe Umlaufbahn.
Der Erststart fand als suborbitaler Flug am 21. April 2010 von Vandenberg aus statt, allerdings nur in einer dreistufigen Variante namens Minotaur IV-Lite. Der erste Start in die Erdumlaufbahn erfolgte am 26. September 2010.
Eine Variante mit dem Namen Minotaur V mit einer zusätzlichen Oberstufe für höhere Umlaufbahnen startete am 7. September 2013 den LADEE-Mondorbiter der NASA in einen hochelliptischen Erdorbit, aus dem sich die Sonde mit Hilfe ihrer eigenen Triebwerke in mehreren Erdumläufen ins Schwerefeld des Mondes manövrierte.
Die Minotaur VI ist eine angekündigte fünfstufige Version der Minotaur IV. Ihre Höchstnutzlast für niedrige Erdumlaufbahnen wird mit 2100 kg angegeben.
Zur Minotaur-C (vormals Taurus), siehe dort.
Der Orion Abort Test Booster (ATB) war eine Sonderversion der Rakete, die speziell für Startabbruchtests mit dem Orion-Raumschiff entwickelt wurde. Ursprünglich waren mehrere Starts im Rahmen des Constellation-Programms geplant. Der einzige tatsächliche Start fand am 2. Juli 2019 für das Artemis-Programm statt. Die Rakete beruhte auf Komponenten der Minotaur-, Taurus- und Peacekeeper-Familien. Bei der U.S. Air Force wurde sie als Minotaur IV geführt.

## Startliste
→ Siehe: Liste der Minotaur-Raketenstarts